# Casa Nova d'en March
Casa Nova d'en March és una masia de Massanes (Selva) inclosa a l'Inventari del Patrimoni Arquitectònic de Catalunya.

## Descripció
Masia aïllada situada al barri de El Rieral, als límits de Massanes. L'edifici, de planta rectangular, consta de planta baixa i pis, i està copbert per una teulada a doble vessant, desaiguada a les façanes principal i posterior.
A la façana, a la planta baixa, hi ha la porta d'entrada en arc rebaixat format per maons disposats en sardinell, igual que als brancals. Al costat dret de la porta principal, hi ha una finestra quadrangular envoltada de maons en sardinell, protegida per una reixa, que originàriament era una porta. Al costat esquerre, una finestra d'iguals característiques que la de l'esquerra, on abans ja hi havia una finestra. Al costat de la porta, també hi ha dues rajoles (que abans estaven situades sobre les obertures que flanquejaven la porta principal amb les següents inscripcions: "CUARTEL 1º VECINDARIO DEL RIERAL" i "PUEBLO DE MASnas PARTIDO DE Sta COLOMA DE FARnés PROVa DE GEROna".
Al pis, tres obertures rectangulars, amb brancals llindes i ampit de maons.
Al costat dret, hi ha adossada una antiga pallissa, amb dues obertures a la planta baixa en arc rebaixat, i una al pis en arc escarser. Al costat esquerre un porxo.
Els murs són de maçoneria. La façana principal de la masoveria està arrebossada i pintada de color ocre. A la part posterior, s'aprecia la pedra sobre la qual la casa va ser adossada, i que assegura l'estabilitat de la casa.

## Història
La casa data del 1887.